# Boëthius de Dacia
Boëthius de Dacia, död cirka 1290, var en skolastisk filosof. Hans ursprung är omtvistat och han hävdas ha varit såväl svensk som dansk. Orden "de Dacia" efter hans namn betyder "från kyrkoprovinsen Dacia" (Lunds kyrkoprovins).
Boëthius de Dacia studerade vid Paris universitet, där han blev magister och senare verkade som lärare. Han författade ett stort antal skrifter inom skolastisk filosofi. Den mest kända av denna gällde Aristoteles Topik. Han har senare varit främst känd för att han förespråkade averroismen, en aristotelisk tolkningsriktning.
I samband med Universaliestriden företrädde Boëthius de Dacia nominalistiska åsikter, tillsammans med Sigerius av Brabant. Dessa framkallade motskrifter från Raimundus Lullus och Petrus de Alvernia, varefter ärkebiskopen av Paris år 1277 fördömde 204 satser ur deras arbeten som kätterska. Boëthius tvingades i likhet med andra averroister lämna Frankrike, och han dog enligt vissa källor i Italien, enligt andra i Linköping där han i så fall ska ha varit kanonikus.